# Phoradendron chrysocladon
Phoradendron chrysocladon là một loài thực vật có hoa trong họ Santalaceae. Loài này được A.Gray miêu tả khoa học đầu tiên năm 1854.